# Heinrich III. (Nassau-Siegen)

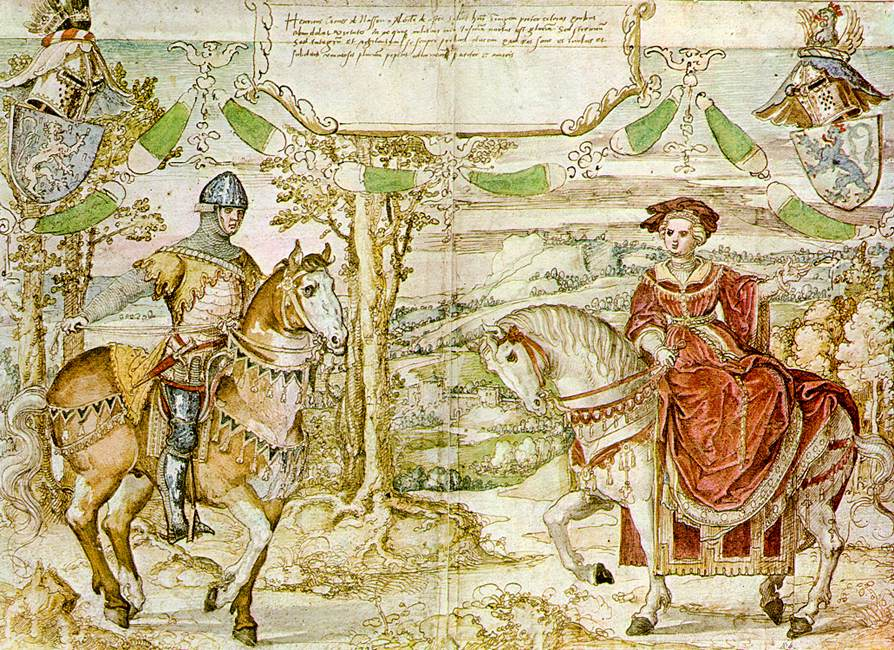
Entwurfszeichnung von Bernard van Orley für den Wandteppich mit Heinrich I. von Nassau-Siegen und Adelheid von Heinsberg und Blankenburg

Heinrich III. von Nassau-Siegen (* um 1270; † zwischen 13. Juli und 14. August 1343) war Graf von Nassau-Siegen, ein Teil der Grafschaft Nassau, und Begründer des Hauses Nassau-Siegen. Er stammt aus der ottonischen Linie des Hauses Nassau.

## Leben

Das Wappen der Grafen von Nassau aus der ottonischen Linie

Heinrich war der älteste Sohn Ottos I., des Begründers der ottonischen Linie des Hauses Nassau, und dessen Gattin Agnes von Leiningen, Tochter des Grafen Emich IV. von Leiningen und der Elisabeth. Er wurde wahrscheinlich in den 1260er Jahren geboren, weil er bereits um 1281 als Erwachsener auftritt.
Heinrich kämpfte auf Seiten seines Lehnsherrn, Erzbischof Siegfried von Köln, in die Schlacht von Worringen (1288) und fiel dabei in die Hände der Kölner Bürger, denen er im Januar 1289 Urfehde schwören musste. Über seine Ersatzansprüche verglich er sich mit dem Erzbischof auf dem Hoftag zu Frankfurt am Main im März 1295.

### Graf von Nassau
Heinrich trat 1290 zusammen mit seinen Brüdern Emich und Johann die Nachfolge seines Vaters an.
Heinrich spielte eine nicht unbedeutende Rolle in der Reichspolitik als Vetter des Königs Adolf von Nassau, dessen Erhebung zum römisch-deutschen König 1292 er unterstützte, indem er der Verpfändung nassauischen Besitzes an den Erzbischof von Köln zustimmte. Er blieb ein Verbündeter seines Vetters und war 1294, 1295 und 1297 Befehlshaber des königlichen Heeres gegen den thüringischen Landgrafen Albrecht II. den Entarteten. 1297–1298 war Heinrich Vertreter des Königs und Statthalter in der Markgrafschaft Meißen und im Lande Pleißen. Während der Regierungsperiode Adolfs nahm Heinrich teil an dem Feldzuge des Grafen Guido von Flandern gegen Philipp den Schönen von Frankreich. Am 26. Februar 1298 verpfändete Adolf seinen Vettern Heinrich und Emich für 1000 Mark kölnischer Groschen die Berge Ratzenscheid bei Wilnsdorf im Siegerland und andere Berge in ihrer Herrschaft, in denen Silber zu finden ist. Dies legte den Grundstein für das Bergregal der Grafen von Nassau. Am 2. Juli 1298 kämpften Heinrich und Emich an der Seite des Königs in die Schlacht bei Göllheim, in der Adolf fiel; Heinrich wurde inhaftiert.
Obwohl Heinrich seinem Vetter Adolf im Kampf gegen Albrecht von Habsburg loyal gewesen war, ging er nach dessen Tod bald auf des Habsburgers Seite über. Bereits 1301 nahm Albrecht ihn und seine Brüder zu seinen und des Reiches Helfern gegen eine Belohnung von 1000 Mark auf, an welcher Summe ein Teil den Grafen auf Kraft von Greifenstein angewiesen wurde, worauf späterhin erhobene Ansprüche der Nassauer auf die Herrschaft Greifenstein wurzelten. Heinrich blieb dem Hause Habsburg treu, was den langwierigen Gegensatz zur anti-habsburgischen walramischen Linie der Nassauer begründete.

### Graf von Nassau-Siegen

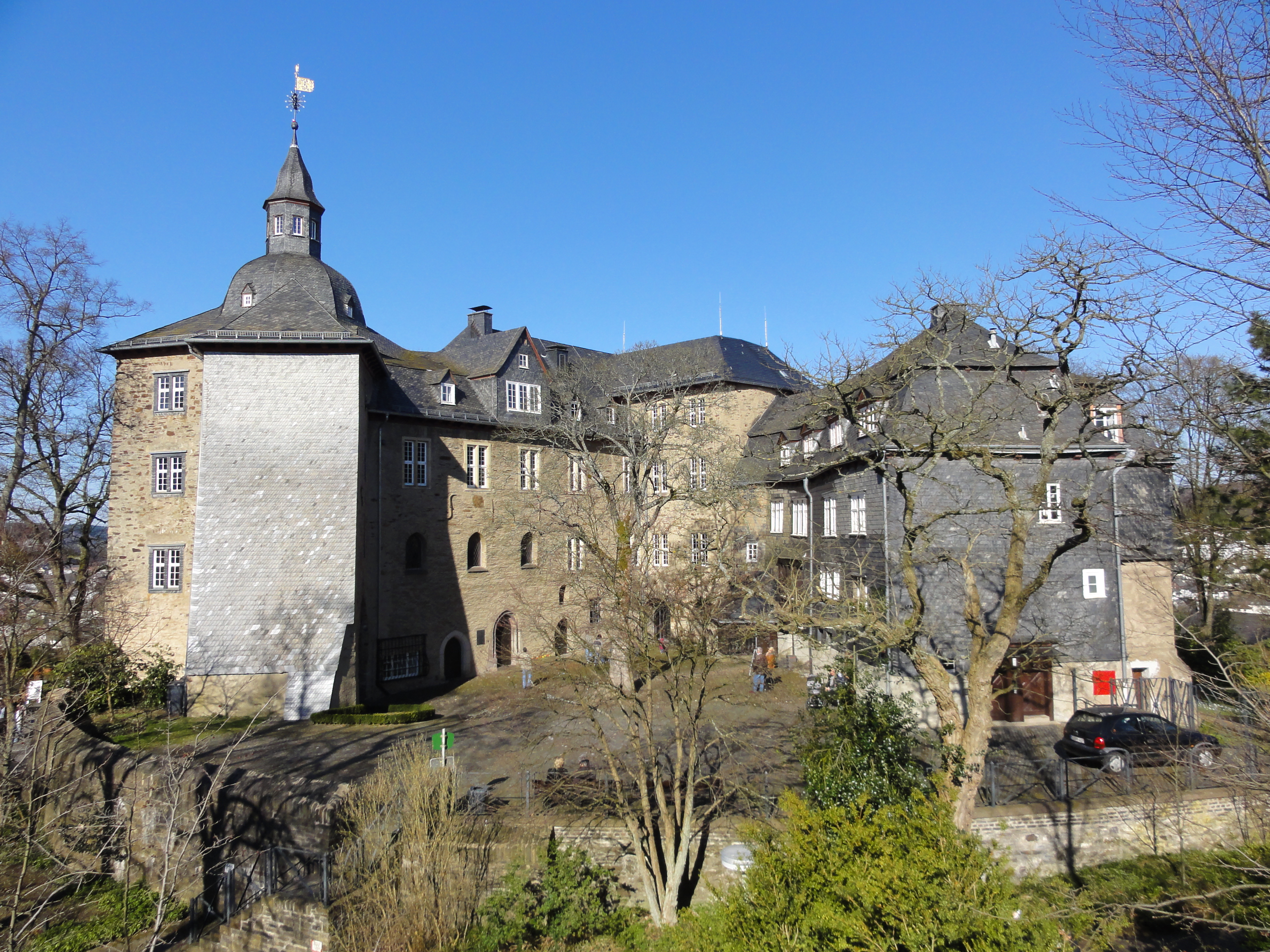
Oberes Schloss Siegen

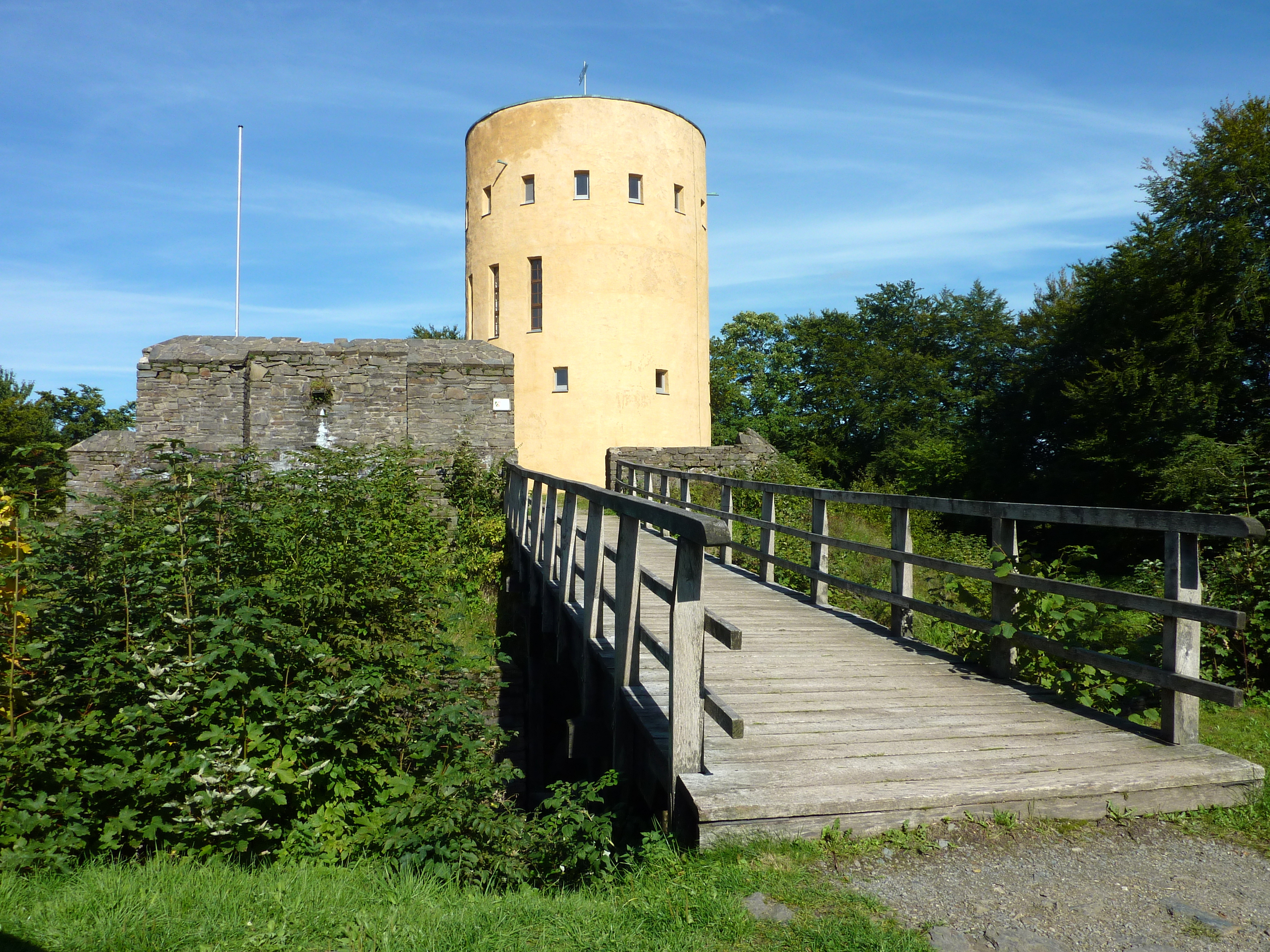
Die Ginsburg

Nach einem langen Bruderkampf wurde die Grafschaft Nassau im Jahr 1303 unter den drei Brüdern aufgeteilt. Heinrich erhielt Siegen, die Ginsburg, Haiger und die Herrschaft zum Westerwald. Emich erhielt die Grafschaft Nassau-Hadamar und der ursprünglich zum geistlichen Stand bestimmte Johann begründete die erste und nur aus ihm selber bestehende Linie Nassau-Dillenburg.
Heinrich kämpfte mit dem Erzbischof Wigbold von Köln gegen Eberhard I. von der Mark. Als Entschädigung für seine Hilfe erhielt er 600 siegenische Mark, ein Beweis, dass Siegen noch immer Münzstätte war und eine eigene gängige Währung herausgab. Als 1303 der kölnische Mitherrscher von Siegen der Stadt das Soester Recht verlieh, beeilte sich Heinrich, den Bürgern eine entsprechende Urkunde auszustellen, denn im Wettbewerb um die Gunst dieser Stadt wollte er nicht zurückstehen. Er könnte nie geahnt haben, dass er damit den Bürgern ein Mittel in die Hand gab, das sie später gegen allzu souveräne Machtgelüste ihrer Herren oft und mit Erfolg anzuwenden wussten.
In einer Urkunde vom 28. Februar 1305 erreichten ‘Henricus comes de Nassauwe’ und ‘fratri nostro Emichoni comiti ibidem … eius … conjugi … Anne’ eine Vereinbarung über die Verteilung der Erbschaft von ‘auum nostrum Emichonem comitem de Liningen et ex morte Emichonis filii sui comitis ibidem nostri avunculi’.
Heinrichs jüngsten Bruder Johann trug im Jahre 1306, mit Zustimmung des Landgrafen Heinrich I. von Hessen, seinen Besitz (Dillenburg, Herborn und die Kalenberger Zent) Heinrich zu Lehen auf, mit der Bestimmung, das seine Teilgrafschaft bei seinem Tode dem Bruder heimfallen sollte.
Zu den Verdiensten Heinrichs gehört zweifellos ein Zurückdrängen des kölnischen Einflusses im Siegerland. Er erwarb die Vogtei Krombach und die Anwartschaft auf das Gericht Selbach im Freien Grund. Die Adelsgeschlechter von Wilnsdorf und vom Hain wurden seit 1309 aufgekauft und zu nassauischen Lehnsmänner gemacht. Nicht so erfolgreich war er im Streit mit den Herren von Bicken. 1311 erwarb er die Hälfte und zwei Jahre später ganz Molsberg, 1314 die Propstei Eibelshausen und schließlich das Amt Ebersbach.
Heinrich und sein Bruder Johann gerieten in schwere Auseinandersetzungen mit den Landgrafen von Hessen, die als Lehnsherren den Ortsadel gegen die Ambitionen der Nassauer unterstützten. In der schon seit etwa 1230 laufende Dernbacher Fehde um die Vorherrschaft in der Herborner Mark hatten die Landgrafen die Herren von Dernbach im Jahre 1309 ihre Burg Dernbach verkauft. In dem am 26. Juni 1312 geschlossenen Vergleich zwischen Landgraf Otto I. einerseits und den Grafen Heinrich, Emich und Johann von Nassau andererseits, verpflichteten beide Seiten sich, keine Burgen mehr gegeneinander zu bauen, und die Nassauer konzedierten, dass sie die Herren von Dernbach und Wilnsdorf in ihren Rechten, die sie zur Zeit des Grafen Otto von Nassau besessen hatten, nicht einschränken durften.
In dem Konflikt zwischen Friedrich dem Schönen von Österreich und Ludwig dem Bayer stand er mit seinen Brüdern auf Seite des ersteren, wofür ihm und diesen mehrfache Zuwendungen erwuchsen, wobei es sich u. a. wiederum um Greifenstein handelte, wohingegen König Ludwig den Grafen Gottfried von Sayn – eine Gegenmine – mit dieser Herrschaft belehnte. Sie wohnten im November 1314 in Bonn der Krönung König Friedrichs des Schönen durch den Erzbischof von Köln bei.
Als Heinrichs Bruder Johann als mainzisch-nassauischer Feldhauptmann am 10. August 1328 bei Wetzlar gefallen war, verzichtete Emich auf seinen Anteil an dessen Erbschaft zu Gunsten des älteren Bruders Heinrich.
Im Jahr 1336 schlossen Heinrichs Söhne Otto und Heinrich einen Teilungsvertrag über die Grafschaft Nassau-Siegen. Im Jahr 1339 aber vermählte sich der jüngste Sohn Heinrich gegen den Willen seines Vaters und Bruders mit Imagina von Westerburg. Aufgrund der Ehe kam es zum Streit zwischen den Brüdern. Otto schloss ein Bündnis mit Landgraf Hermann I. von Hessen gegen Heinrich. Auf Vermittlung von Gerlach I. von Nassau und Dietrich III. von Loon konnte eine Einigung erzielt werden. Ein neuer Teilungsvertrag folgte 1341.
Am Ende seines Lebens geriet Heinrich noch in einen Zwist mit Reinhard von Westerburg über die Gerechtsame auf dem Westerwald, aus welchem er siegreich hervorging. Dann überließ er die Herrschaft teilweise seinem älteren Sohn Otto. Zuletzt erscheint er im Sommer 1343 tätig bei einem Vergleich mit Erzbischof Walram von Köln über die Gemeinschaft an Siegen. Nachfolger von Heinrich wurden seine Söhne Otto und Heinrich gemäß dem Teilungsvertrag von 1341.

## Ehe und Nachkommen
Heinrich heiratete vor 1302 mit Adelheid von Heinsberg und Blankenburg († nach 21. Mai 1343), die Tochter von Dietrich II. von Heinsberg und Blankenburg und Johanna von Löwen. Mit ihr hatte er drei Kinder:
1. Agnes († 29. Oktober 1316/18), ⚭ um 1314 Gerlach II. von Limburg († 2. April 1355).[3]
2. Otto II. (* um 1305; † Dezember 1350/Januar 1351),[3][4][5] Nachfolger seines Vaters als Graf von Nassau-Siegen.
3. Heinrich I. (* um 1307; † 24. Februar 1378 (1380?)),[4] Nachfolger seines Vaters als Graf von Nassau-Beilstein.